# NGC 3621
NGC 3621 là tên của một thiên hà xoắn ốc nằm trong một chòm sao ở vùng xích đạo tên là Trường Xà. Nó tương đối sáng và có thể nhìn thấy rõ bằng một kính thiên văn có kích cỡ trung bình. Kích thước của thiên hà này là khoảng 93000 năm ánh sáng (khoảng 29000 parsec) và nghiêng một góc 25 độ từ điểm nhìn của trái đất. Nó là một thiên hà tiêng lẻ, không hề thuộc bất kì một nhóm thiên hà hay một cụm thiên hà nào và khoảng cách của nó với chúng ta là khoảng 22 triệu năm ánh sáng (6,7 triệu parsec). Độ sáng của nó gấp 13 tỉ lần mặt trời. Phân loại hình thái học của nó là SA(s)d, ý chỉ rằng nó là một thiên hà xoắn ốc bình thường với các nhánh xoắn ốc xoắn một cách lỏng lẻo. Không có bằng chứng nào cho thấy nó có một điểm phình thiên hà. Mặc dù nó hoàn toàn bị cô lập, nhưng NGC 3621 được khẳng định là nằm trong mũi Leo.
Thiên hà này có một nhân thiên hà hoạt động, khớp với quang phổ của nó là Seyfert 2. Điều này nghĩa là nó có một lỗ đen siêu khối lượng có khối lượng thấp ở lõi của nó. Dựa trên những chuyển động của những ngôi sao ở nhân của nó, lỗ đen này có khối lượng lên đến 3 triệu lần khối lượng mặt trời.

## Dữ liệu hiện tại
Theo như quan sát, đây là thiên hà nằm trong chòm sao Xử Nữ và dưới đây là một số dữ liệu khác:
Xích kinh 11h 18m 16.52s
Độ nghiêng –32° 48′ 50.7″
Giá trị dịch chuyển đỏ 0.002435 ± 0.000007
Cấp sao biểu kiến 10.0
Vận tốc xuyên tâm 727 km/s
Loại thiên hà SA(s)d

## Bộ sưu tập

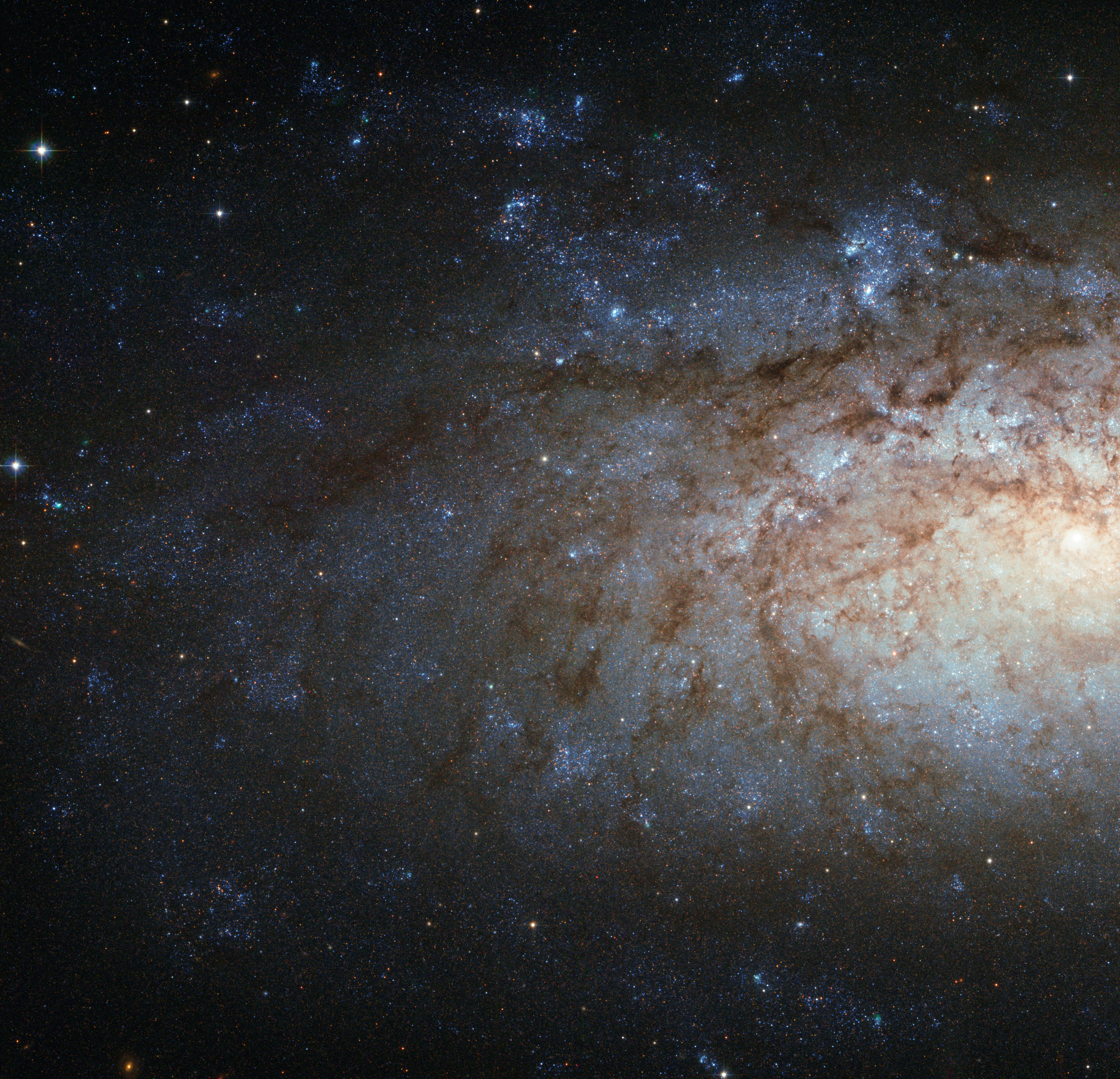
Part of NGC 3621 imaged by HST.
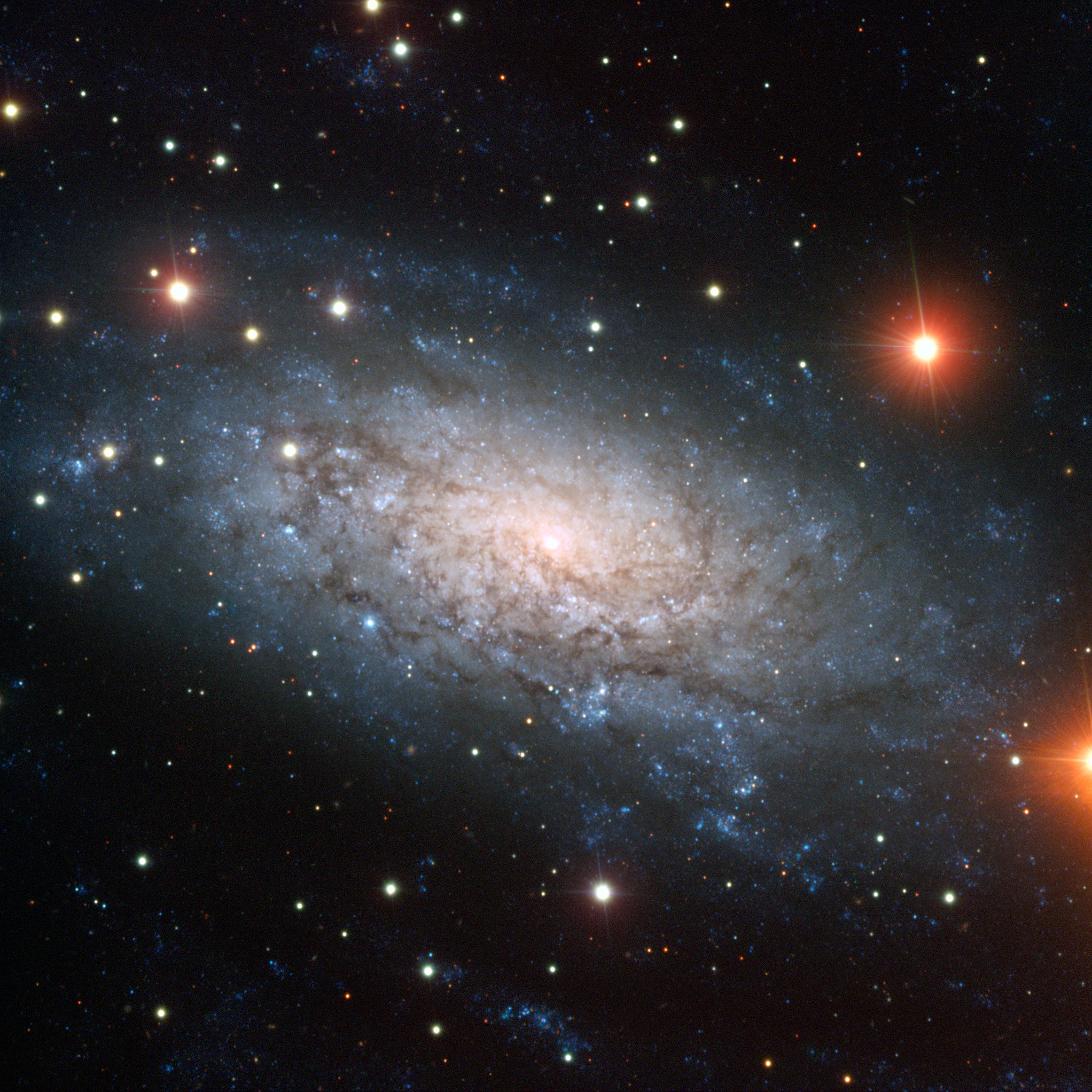
Very Large Telescope image of NGC 3621.